# Cultura del bicchiere imbutiforme
La cultura del bicchiere imbutiforme o dei vasi a imbuto (talvolta abbreviata in TRB dal tedesco Trichterbecherkultur) è la principale cultura megalitica (4000 a.C. ca.–2700 a.C. ca.) della tarda Europa Neolitica centro-settentrionale.

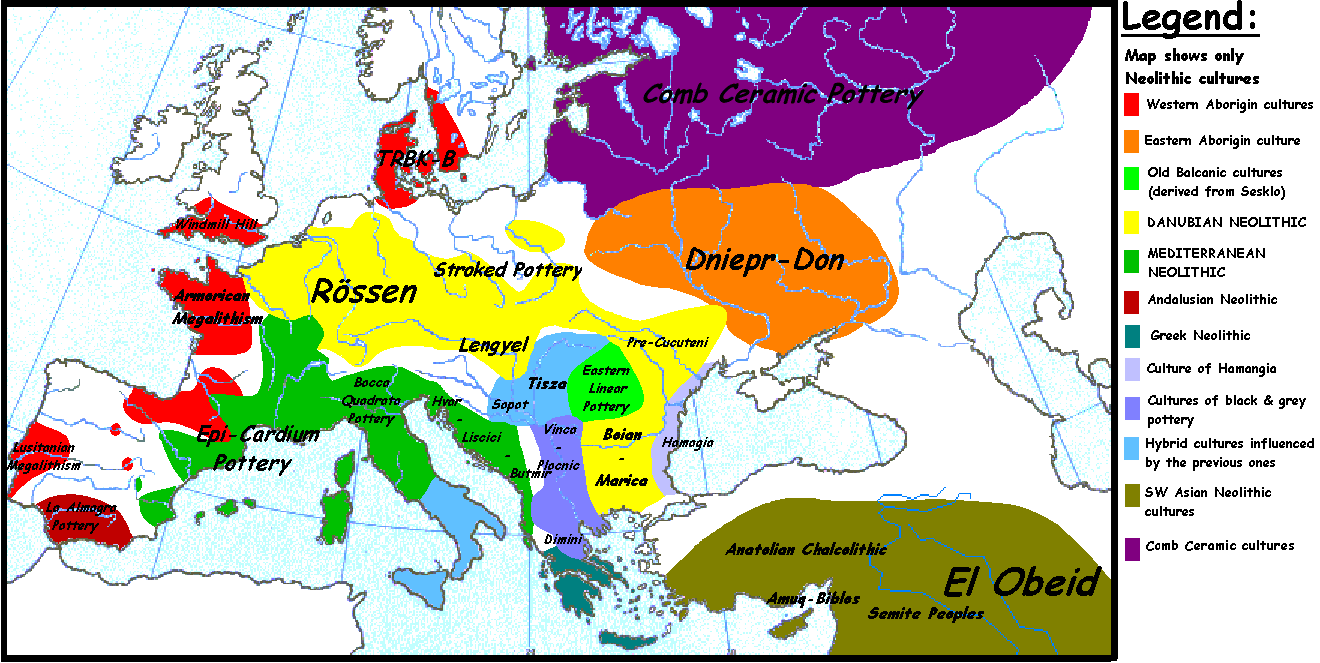
Europa 4000-3500 a.C. ca.

## Collocazione

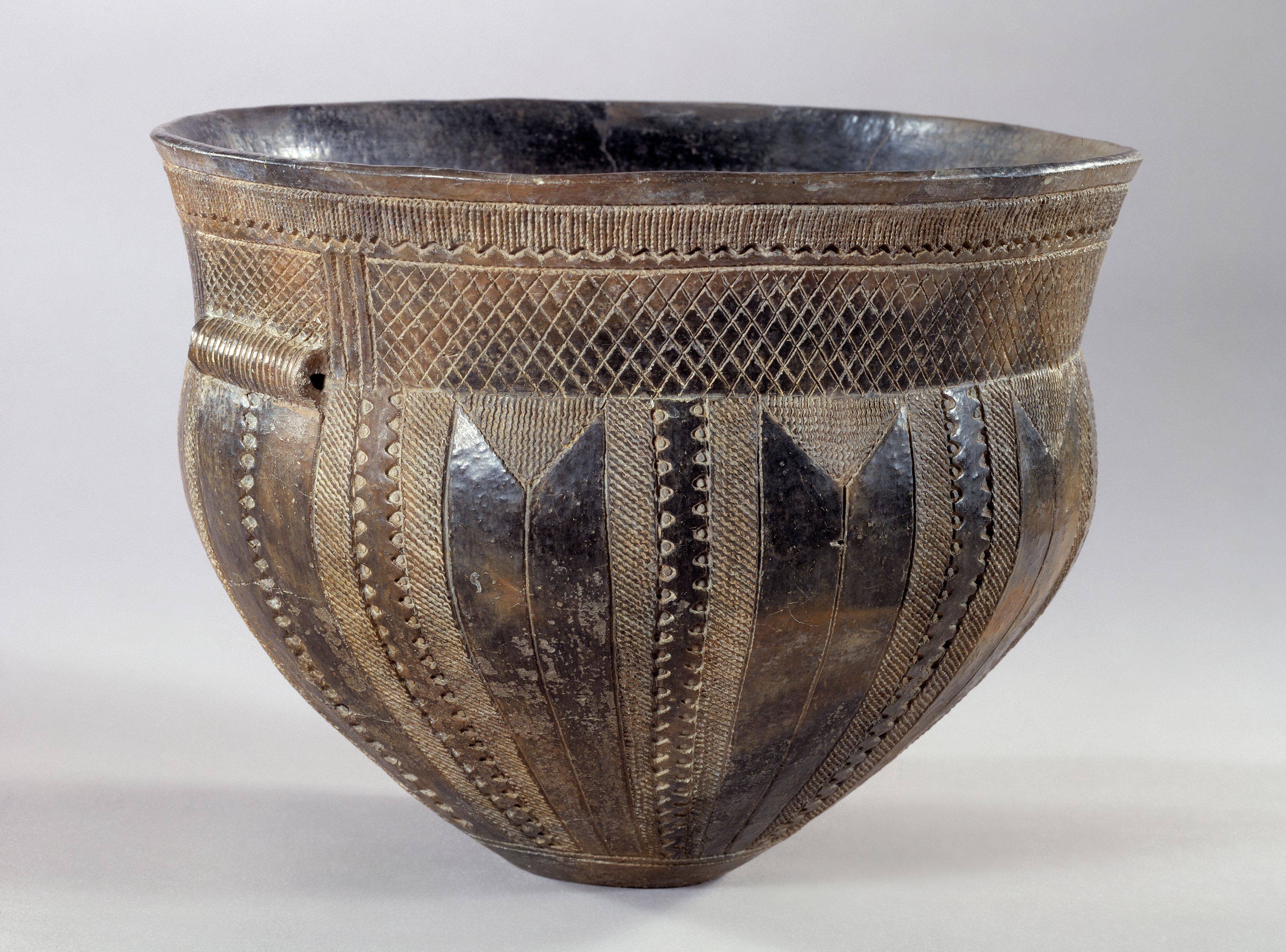
Vaso di Skarpsalling

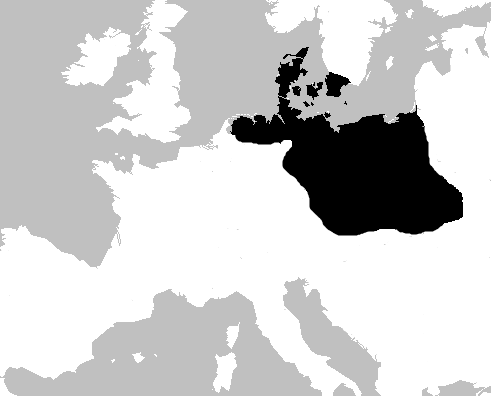
Area della cultura del bicchiere imbutiforme

### Culture precedenti e successive
La cultura del bicchiere imbutiforme è preceduta nel nord dalla cultura di Ertebølle, così chiamata dal nome del villaggio danese, nel sud-est dalla cultura della ceramica decorata a punzone (influenzata dalla cultura di Lengyel) e nel sud-ovest dalla cultura di Rössen. La cultura di Ertebølle fu in parte neolitica ma dedita anche alla caccia-raccolta di tradizione mesolitica.
Venne succeduta nella parte orientale e meridionale dalla cultura delle anfore globulari, seguita dalla cultura della ceramica cordata.

### Estensione geografica

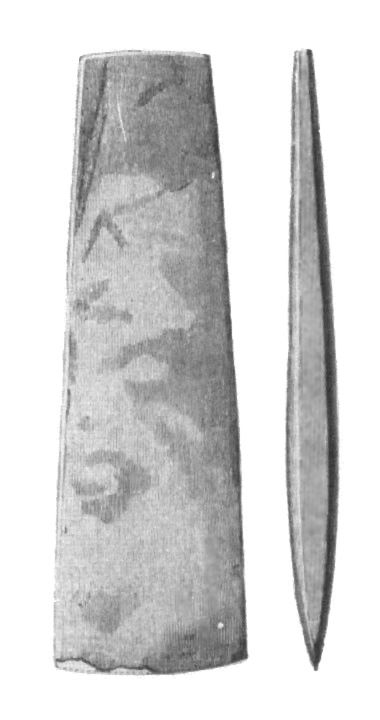
Una tunnackig yxa (ascia a collo sottile), proveniente dalla Scania

La TRB si estendeva lungo il bacino dell'Elba in Germania e Boemia, fin verso occidente nei Paesi Bassi, nella Scandinavia meridionale (dalla Danimarca all'Uppland nella Svezia e l'Oslofjord nella Norvegia) fino al bacino idrografico della Vistola in Polonia.
Varianti della cultura del bicchiere imbutiforme lungo l'area del bacino dell'Elba o nei suoi pressi includono la gruppo della ceramica di Tiefstich nella Germania settentrionale, come pure le culture del gruppo di Baalberge (TRB-MES II e III; MES = Mittelelbe-Saale), il gruppo Salzmünde, Walternienburg-Bernburg (tutte della TRB-MES IV) i cui centri vengono situati nella Sassonia-Anhalt.

## Modelli migratori
Presumibilmente è la prima cultura agricola sviluppatasi nella Scandinavia meridionale, ma le opinioni sono divise sul fatto se essa fosse stata introdotta tramite migrazione oppure no. Dopo la seconda guerra mondiale, l'opinione prevalente fra gli studiosi scandinavi era quella che nella Scandinavia si verificò un'espansione pacifica tramite diffusione culturale e che le popolazioni indigene, dell'Ertebølle e delle culture di Nøstvet e Lihult, spontaneamente adottarono l'agricoltura a causa dei mutamenti ambientali. Tuttavia, oggi l'opinione generale è di nuovo cambiata e più studiosi concordano sul fatto che ci fu un'immigrazione. Essa fu successivamente spinta verso sud dal bacino del Mälaren, e dall'est, dalla cultura dei cacciatori e raccoglitori chiamata cultura del vasellame bucherellato (la disputa verte sul fatto se essa si fosse verificata tramite la diffusione demica o culturale, rispecchiante quest'ultima l'arrivo della cultura del bicchiere imbutiforme). Essa è riccamente rappresentata in Danimarca e nella Svezia sud-occidentale (vale a dire Bohuslän, Västergötland e Scania). Il contatto fra gli immigranti agricoli dal sud e le popolazioni indigene, come pure gli immigranti uralici-ugro-finnici dall'est, hanno lasciato evidenti tipici marcatori genetici alla Scandinavia.

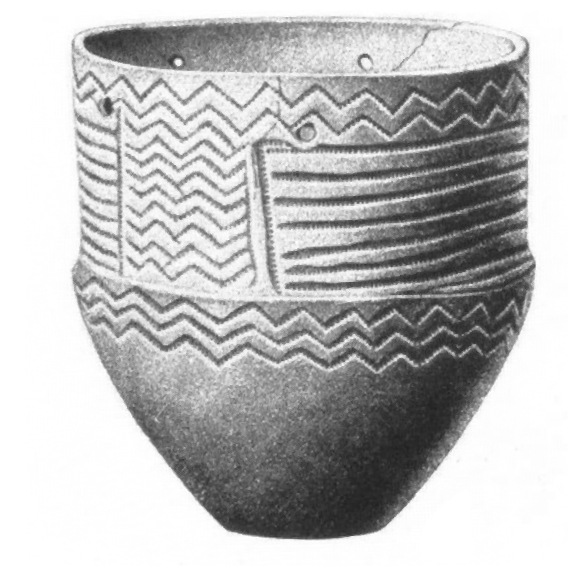
Ceramica trovata in una tomba a corridoio nella Scania, Svezia

## Insediamenti
Ad eccezione di alcuni insediamenti nell'entroterra come la palafitta di Alvastra, gli insediamenti sono localizzati nei pressi di quelli della precedente cultura di Ertebølle sulla costa. Essa era caratterizzata da case per famiglie singole impastate di paglia e argilla, di 12 m per 6 m ca., in cui dimoravano anche gli animali d'allevamento (pecore, bestiame, maiali, capre). Si praticava anche la caccia e la pesca. Il frumento primordiale e l'orzo venivano coltivati su appezzamenti di terreno che si impoverivano velocemente, per cui la popolazione frequentemente doveva spostarsi per brevi distanze. Diffusa anche l'estrazione mineraria (nella regione di Malmö) e l'ammassamento di selce, che veniva commerciata nelle regioni carenti di pietra, come l'entroterra scandinavo. La cultura importava rame dal Centro Europa, specialmente pugnali e asce.

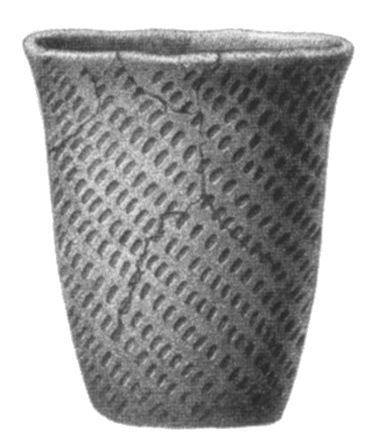
Ceramica proveniente da un dolmen nel Västergötland, Svezia

## Religione e tombe
Le case erano incentrate intorno alle tombe monumentali che fungevano da simbolo di coesione sociale. Le pratiche di sepoltura variavano a seconda della regione e del periodo. L'inumazione sembra essere stata la regola. Le tombe più antiche erano costituite di tumuli con camere in legno dentro dei long barrow, ma assunsero poi la forma di tomba a corridoio e di dolmen. Originariamente le strutture erano probabilmente coperte con un mucchio di terra e l'entrata veniva bloccata con una pietra. La cultura del bicchiere imbutiforme segna la comparsa delle tombe megalitiche lungo le coste del Baltico e del mare del Nord, esempi delle quali sono la Sieben Steinhäuser nella Germania settentrionale e la Gantoftadösen in Svezia. Le strutture megalitiche d'Irlanda, Francia e Portogallo sono alquanto più arcaiche e sono state relazionate alle antiche culture di quelle aree.

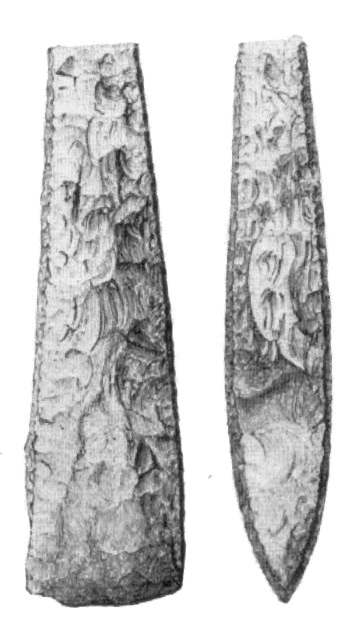
La tjocknackig yxa (ascia con collo sottile), da Närke, un'ascia in selce caratteristica sia della cultura del bicchiere imbutiforme sia di quella del vasellame bucherellato.

Le tombe non erano probabilmente intese per ogni membro dell'insediamento, ma soltanto per un'élite. Sulle tombe la gente sacrificava i vasi in ceramica, che probabilmente contenevano cibo, asce e altri oggetti di selce.
Asce e recipienti venivano deposte anche nei corsi d'acqua e laghi vicino ai terreni agricoli, e virtualmente tutte le 10.000 asce svedesi di selce, che sono state trovate, provenienti da questa cultura, furono probabilmente sacrificate all'acqua.
Le genti del bicchiere imbutiforme costruirono anche grandi centri di culto circondati da pali, fortificazioni e fossati. Il più grande è stato scoperto a Sarup sull'isola di Fionia. La sua area è di 85.000 m2 ed è stato stimato che avesse richiesto 8.000 giorni lavorativi per la sua edificazione. Un altro centro di culto a Stävie, vicino a Lund, è di 30.000 m2.

## Oggetti
La cultura è così chiamata per le sue caratteristiche ceramiche, vasi e anfore, con il collo a forma di imbuto, probabilmente usate per bere. Un reperto assegnato alla cultura del bicchiere imbutiforme è il vaso di Bronocice, che mostra la più antica rappresentazione mai scoperta di un veicolo a ruote (un carro con 2 assi a 4 ruote). Il vaso risale approssimativamente al 3500 a.C.
La tecnologia era basata sulla selce, di cui erano importanti i depositi trovati nel Belgio e sull'isola di Rügen, come pure quelli nella zona di Cracovia. La cultura utilizzava le asce da guerra le quali erano delle versioni in pietra delle asce di rame dell'Europa centrale. Le versioni arcaiche erano a spigoli multipli, e successivamente "a doppio taglio", sebbene uno dei due bordi fosse più arrotondato.

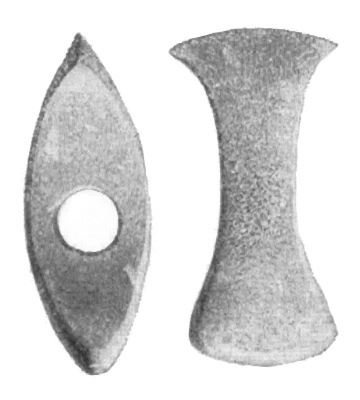
L'ascia da guerra a doppio taglio, proveniente dalla Scania

## Etnologia e lingua
Poco può essere detto circa le radici etniche o linguistiche delle genti della cultura del bicchiere imbutiforme. Nel contesto della teoria kurganica, la cultura viene vista come non-indoeuropea, rappresentando essa ciò che Marija Gimbutas definì Europa Antica (vedi cultura di Jamna). D'altra parte, le pubblicazioni olandesi menzionano sepolture miste e propongono un veloce ed omogeneo cambiamento interno per la cultura della ceramica cordata nel giro di sole due generazioni, succedutesi intorno al 2900 a.C., nei territori della TRB olandesi e danesi, probabilmente preclusi a causa dei mutamenti economici, culturali e religiosi in atto nella Germania Orientale, e interpreta l'ipotesi di migrazioni dalla steppa come intrusioni, che avrebbero introdotto le lingue indoeuropee antiche (almeno in questa parte del mondo). Questo ne farebbe un caso di identità indoeuropea della TRB.

## Genetica
Si credeva che le genti della cultura del bicchiere imbutiforme fossero all'origine del gene che permetteva agli adulti nati nel Nord Europa di digerire il lattosio. Nell'area precedentemente abitata da questa cultura, la prevalenza del gene è virtualmente universale.
Uno studio di Malmström et al. del 2020 ha scoperto che la cultura del bicchiere imbutiforme era composta da genti discendenti principalmente dai primi agricoltori europei (EEF). In Scandinavia, si stima che l'ascendenza dei cacciatori-raccoglitori fosse intorno al 50%, mentre nell'Europa centrale era circa il 40%. I campioni di DNA antico di epoca tarda mostrano una maggiore ascendenza dai cacciatori-raccoglitori.